# Montreal Challenger
Il Montreal Challenger è stato un torneo professionistico di tennis giocato su campi in cemento indoor. Faceva parte dell'ATP Challenger Series. Si giocava annualmente a Montréal in Canada.

## Albo d'oro

### Singolare
| Anno | Campione      | Finalista   | Punteggio     |
| ---- | ------------- | ----------- | ------------- |
| 1984 | John Sadri    | Greg Holmes | 6–2, 6–4      |
| 1985 | Andy Kohlberg | Randy Nixon | 6–2, 2–6, 7–6 |

### Doppio
| Anno | Campioni                  | Finalisti                        | Punteggio     |
| ---- | ------------------------- | -------------------------------- | ------------- |
| 1984 | Andy Kohlberg Rick Meyer  | Sean Brawley Leif Shiras         | 3–6, 6–4, 6–2 |
| 1985 | Andy Andrews Tomm Warneke | Kelly Evernden Michael Robertson | 6–3, 7–6      |